# Amalrycjanie

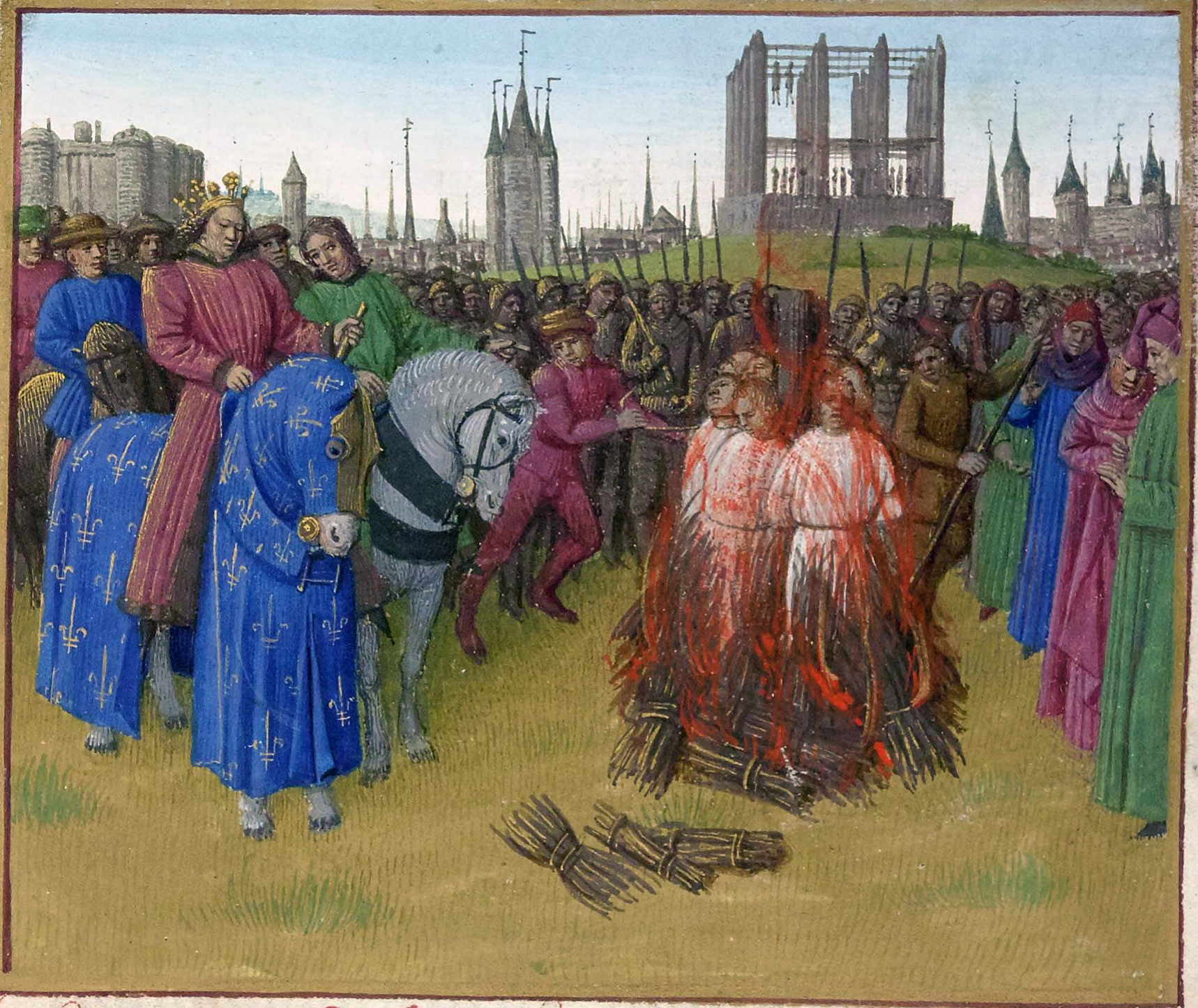
XV-wieczna iluminacja Jeana Fouqueta do Grandes Chroniques de France przedstawiająca spalenie amalrycjan w 1210

Amalrycjanie, amolrianie, amorianie – średniowieczna herezja swobodnie nawiązująca do poglądów Amalryka z Bène.
Amalrycjanie, działający w XIII wieku we Francji, byli niewielką sektą.  Ich głównym przedstawicielem był G. Orfèvre. Poglądy czerpali z Eriugeny, Dawida z Dinant i Amalryka, od którego nominalnie się wywodzili – główna doktryna teologiczna amalrycjan, mówiąca o trzech wiekach ludzkości, nie wywodzi się jednak z jego myśli, a nawiązuje do poglądów Joachima z Fiore.
Amalrycjanie wierzyli, że dzieje podzielone są na trzy ery: erę Ojca, erę Chrystusa i erę Ducha Świętego. Era Ojca cechowała się moralnym rygoryzmem Starego Testamentu i prawa mojżeszowego, Era Chrystusa częściowo zniosła te rygory, wprowadzając jednak w Ewangeliach własne prawa i ustanawiając sakramenty, era Ducha Świętego miała zaś przynieść zniesienie wszelkich praw, znieść "ciemności wiary i nadziei" i być stanem raju ziemskiego. 
Amalrycjanie uważali, że są zmartwychwstali, bo wcielił się w nich Duch Święty. Wcielony w nich Duch Święty stale miał przekazywać im Objawienie – uznawali więc, że to on jest autorem wszystkich ich czynów, które dzięki temu są pozbawione grzechu i wykraczają poza zło i dobro, nie podlegają ani wartościowaniu, ani karze w życiu wiecznym. 
Doktrynę amalrycjan potępił razem z poglądami Amalryka synod w Paryżu w 1210 – kilku z nich wtedy stracono. Potępienie powtórzył Sobór laterański IV.